# نقطة معزولة

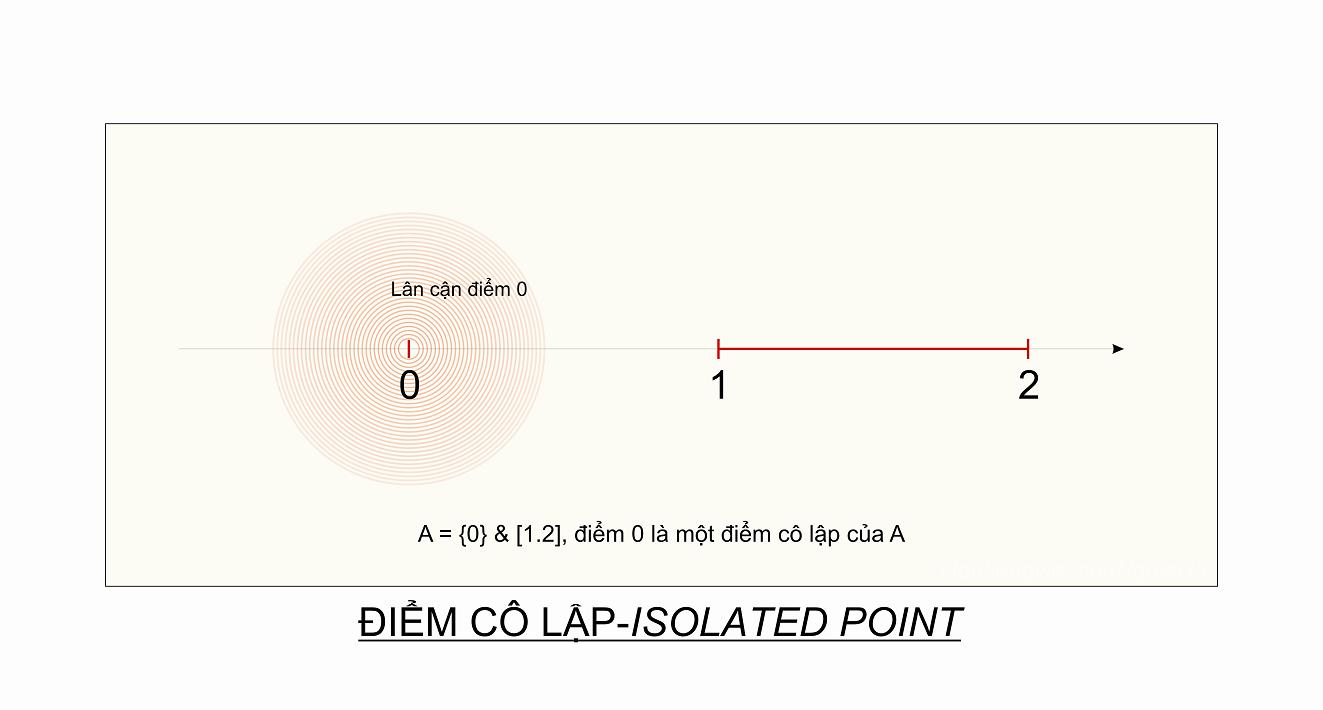
النقطة "0" هي نقطة معزولة في الفضاء A.

في الطوبولوجيا، تكون النقطة x من المجموعة S هي نقطة معزولة إذا كان جوار النقطة x لا يحتوي أي نقطة أخرى من المجموعة S.
على وجه الخصوص يمكن تعريف النقطة المعزولة في الفضاء الإقليدي تعتبر النقطة x هي نقطة معزولة في المجموعة S إذا وجد كرة مفتوحة حول النقطة x لا تحوي في داخلها أي نقطة أخرى من S.

## أمثلة
هذه الأمثلة تستعمل مجموعات جزئية من الأعداد الحقيقية.
- في المجموعة {\displaystyle \{0\}\cup [1,2]} {\displaystyle 0} هو نقطة معزولة.
- في المجموعة {\displaystyle \{0\}\cup \{1,{\tfrac {1}{2}},{\tfrac {1}{3}},\dots \}} كل عنصر على شكل {\displaystyle {\tfrac {1}{n}}} هو نقطة معزولة، لكن ال {\displaystyle 0} ليس بنقطة معزولة.
- في المجموعة الأعداد الطبيعية {\displaystyle \mathbb {N} =\{0,1,2,\dots \}} كل العناصر هي نقط معزولة. هذا يعني اننا نتحدث هنا عن مجال مُتَكَتِّم.